# Карл Мартін Сініярв
Карл Мартін Сініярв (ест. Karl Martin Sinijärv; *4 червня 1971, Таллінн) — естонський журналіст та поет-етнофутурист, у 2007-2016 роках очолював спілку письменників Естонії.

## Книги
- «Kolmring», поеми (1989)
- «Vari ja viisnurk», поеми (1991)
- «Sürway», поеми (1992)
- «Neli sada keelt», поеми (1997)
- «Poissmehe kokaraamat», («Кулінарія для бакалавра», 2000)
- «Towntown & 28», поеми (2000)
- «Artutart ja 39», поеми (2002)
- «Kaamose kiuste», поеми (2004)
- «Krümitor 0671», поеми (2011)